# 3273 Drukar
3273 Drukar је астероид. Приближан пречник астероида је 33,31 ,
а средња удаљеност астероида од Сунца износи 3,405 астрономских јединица (АЈ).
Инклинација (нагиб) орбите у односу на раван еклиптике је 14,055 степени, а орбитални период износи 2295,754 дана (6,285 година). Ексцентрицитет орбите астероида износи 0,031.
Апсолутна магнитуда астероида износи 11,40 а геометријски албедо 0,043.
Астероид је откривен 3. октобра 1975. године.